# Yuki Hayasaka
Yuki Hayasaka (japanisch 早坂 勇希 Hayasaka Yuki; * 22. Mai 1999 in Ōta, Präfektur Tokio) ist ein japanischer Fußballspieler.

## Karriere
Yuki Hayasaka erlernte das Fußballspielen in der Jugendmannschaft von Kawasaki Frontale sowie in der Universitätsmannschaft der Toin University of Yokohama. Seinen ersten Vertrag unterschrieb er im Februar 2022 bei seiner Jugendmannschaft Kawasaki Frontale. Der Verein aus Kawasaki spielte in der ersten Liga, der J1 League. Sein Erstligadebüt gab Yuki Hayasaka am 17. August 2024 (27. Spieltag) im Heimspiel gegen die Yokohama F. Marinos. Bei der 1:3-Heimniederlage stand er in der Startelf und spielte die kompletten 90 Minuten. Im Februar 2025 wechselte er auf Leihbasis nach Iwaki zum Zweitligisten Iwaki FC.